# 劉曉頤
劉曉頤，臺灣詩人。東吳大學中文系畢業，現任中華日報副刊主編，中華民國新詩學會與中國文藝協會理事，藝文雜誌特約主編、詩刊編委。 詩集《來我裙子裡點菸》獲選國立臺灣文學館107年度「文學好書推廣專案」。 曾獲新北文學獎新詩首獎、葉紅女性詩獎、飲冰室散文首獎，國家文化藝術基金會創作補助、台北市政府文化局出版補助、中國文藝獎章新詩類等。

## 出版著作

### 詩集
- 《春天人質》（2016）ISBN 9789863263869
- 《來我裙子裡點菸》（2018）ISBN 9789863265269
- 《劉曉頤截句》（2018）ISBN 9789863266235
- 《靈魂藍：在我愛過你的廢墟》（2020）ISBN 9789571381244
- 《黑夜蜂蜜》（2023）ISBN 9786263746954